# معدل الهجوم
في علم الأوبئة فإن معدل الهجوم (بالإنجليزية: Attack rate)‏ هو المقياس الإحصائي الحيوي للتكرارات المرضية أو سرعة انتشارها في أعداد السكان المعرضين للخطر، حيث يتم استخدامه في التنبؤات الافتراضية وأثناء التفشي الفعلي للمرض، كما يعرف عدد السكان المعرضين للخطر بأنه الشخص الذي لا يتمتع بالحصانة ضد الممرض المهاجم الذي يمكن أن يكون إما ممرضا جديدا أو ممرضا منشأ.
يستخدم هذا المشروع لأعداد الضحايا المتوقعين خلال الوباء، وهذا يساعد في حشد الموارد لتقديم الرعاية الطبية وكذلك إنتاج اللقاحات و/ أو الادوية المضادة للفيروسات والمضادة للبكتيريا.
يتم التوصل إلى هذا المعدل عن طريق أخذ عدد الحالات الجديدة في السكان المعرضين للخطر وقسمه على عدد الأشخاص المعرضين للخطر في السكان
المعدل = عدد الحالات الجديدة للسكان المعرضين للخطرعدد الأشخاص المعرضين للخطر من السكان
يتم تحديد المعدل من بداية تفشي المرض حتى نهايته، ومن المحتمل ألا يوصف المصطلح بأنه معدل لأن بعده الزمني غير مؤكد. في حين يمكن التنبؤ بمدة الوباء بالنظر إلى متغيرات أخرى مثل التدخل المبكر، فإنه لا يمكن معرفتها بالقيم المطلقة. وفي علم الأوبئة يتطلب المعدل تغييراً محدداً في الوحدة ( في هذه الحالة الوقت ) الذي ينطبق عليه المعدل، ولهذا السبب غالباً ما يشار إليها بأنها نسبة الهجوم. 